# Il ritorno della scatenata dozzina
Il ritorno della scatenata dozzina (Cheaper by the Dozen 2) è un film del 2005 diretto da Adam Shankman, sequel di Una scatenata dozzina.

## Trama
A Tom, dopo il diploma della figlia Loraine, viene in mente di andare in vacanza alla casa sul lago dove erano stati qualche anno prima. Tutti i figli sono indecisi se andare o no ma alla fine partono. Una volta giunti lì, Tom incontra Jimmy Murtaugh un suo vecchio compagno di infanzia con il quale però non è mai corso buon sangue. Jimmy ha 8 figli che vengono lodati e osannati in continuazione per i loro continui successi e questo ovviamente infastidisce molto Tom che non sopporta di dover far sentire inferiori i suoi figli davanti a quelli di Jimmy. Tom nel frattempo deve riuscire a far apparire decente la loro casa rispetto al mega-villone di Jimmy. I figli di ambedue le famiglie, però, vanno molto d'accordo, specialmente Sarah e Elliott. Fra i due, infatti, alla loro prima cotta, ci sarà del tenero. Il tutto ostacolato dai due papà. Il culmine del conflitto si avrà quando, dopo un tentativo di furto di cosmetici da parte di Sarah e la distruzione di un campo da tennis da parte di Kenneth, i due papà si sfideranno per vincere la tanto ambita coppa. Tom, infatti, accetta la sfida poiché Jimmy aveva accusato i suoi figli di essere dei teppisti e criticando il suo modo troppo permissivo.
Dopo un primo momento di eccessiva severità di Tom nel preparare la sfida, che porterà alla ribellione dei figli, tutta la famiglia decide di partecipare alla coppa. Ma all'ultima gara, alla figlia Nora, che è incinta, si rompono le acque e così tutte e due le famiglie si adoperano per riuscire a portarla all'ospedale. Tom e Jimmy si riappacificano e nascerà il bambino di Nora che chiameranno Tom come suo nonno.

## Critica e riconoscimenti
- 2006 - Kids' Choice Awards
  - Miglior attrice a Hilary Duff
- 2005 - Razzie Awards
  - Nomination Peggior attrice a Hilary Duff
  - Nomination Peggior attore non protagonista a Eugene Levy
- 2006 - Young Artist Awards
  - Nomination Miglior cast giovane a Brent Kinsman, Shane Kinsman, Forrest Landis, Liliana Mumy, Piper Perabo, Kevin Schmidt, Jacob Smith, Alyson Stoner, Blake Woodruff e Morgan York